# Alstroemeria amabilis
Alstroemeria amabilis es una especie fanerógama, herbácea, perenne y rizomatosa perteneciente a la familia de las alstroemeriáceas. Es endémica de Brasil, especialmente descrito en el sur del estado, inlcuendo los estados de Paraná y Santa Catarina. Es un geófito tuberoso y crece principalmente en el bioma subtropical.